# مطار لا كوميرا
مطار لا غوميرا (إياتا: GMZ، إيكاو: GCGM)، يقع في جنوب الجزيرة في بلدية ألاخيرو، على بعد 34 كيلومترًا من العاصمة (سان سيباستيان دي لا غوميرا)، وهو أحدث مطار تم إنشاؤه في أرخبيل الكناري. تم افتتاحه عام 1999.
وفي عام 2023، سجل هذا المطار 113318 مسافرًا و3946 عملية و4.9 طنًا من البضائع.

## تاريخ
بدأ الطيران في جزيرة لا غوميرا في الخمسينيات من القرن الماضي، عندما بدأ بناء مطار خاص يسمى "إل ريفولكاديرو"، والذي كان يقع في بلدية ألاخيرو.
كان لهذا المطار مدرج (09-27) وحظيرة ومقصورة صغيرة كانت بمثابة برج مراقبة وفتحت للاستخدام الخاص للمالك وكمطار لحالات الطوارئ وأعمال التبخير.
ونتيجة لمشاكل الرعاية الصحية التي عانت منها الجزيرة، بدأت الدراسات في عام 1962 في بناء مطار في الجزيرة. ومع ذلك، لم يتم تنفيذ المشروع. لم يتم استئنافه حتى عام 1975، ولكن هذه المرة، بسبب افتتاح مطار تينيريفي الجنوبي وبداية خط القوارب السريعة المتصل بالجزيرة، تأخر المشروع مرة أخرى.
أخيرًا، في الثمانينيات، أدت مشاكل إجلاء المصابين إلى ضرورة وجود مطار في الجزيرة، وفي 27 يوليو 1987، تم التوقيع على اتفاقية لبناء المطار في لا غوميرا
في نهاية عام 1990، كان كل شيء جاهزًا لبدء الأعمال وفي نهاية عام 1994 كان المطار يحتوي بالفعل على مدرج طيران (09-27)، ومساحة لوقوف الطائرات وطريق متصل. كان المكان المختار هو هضبة الجرف، التي تقع على بعد كيلومترين من مطار إل ريفولكاديرو القديم.
وفي نهاية عام 1995، وبعد أن تولت شركة المطارات والملاحة الجوية الإسبانية (AENA) مسؤولية المرافق، تم إنشاء محطة الركاب، التي تم افتتاحها في عام 1999. وتتكون هذه المحطة من طابقين، ويمكن رؤية الهندسة المعمارية الكنارية النموذجية فيها.

## النقل والمواصلات
قائمة خطوط الحافلات التي تنقل المسافرين من وإلى مطار لا كوميرا:
- يمتد طريق الحافلة رقم 6 بين المطار وبلدية فالي غران ري والمدن الأخرى (شيبودي، إل سيركادو، لاس هياس وألاجيرو).

- يربط خط الحافلة رقم 7 المطار بعاصمة الجزيرة، سان سيباستيان دي لا غوميرا.

## الجولات الإرشادية
ينظم مطار لا كوميرا جولات إرشادية حول المطار للأشخاص أو المجموعات الذين يرغبون في زيارة المطار والتعرف على تقنيات وأساليب الملاحة الجوية - الأدوات والتقنيات - وخصائص المطار. الطلاب ومجموعات كبار السن هم الزوار الأكثر انتظامًا. لترتيب الزيارة، يرجى الاتصال برقم سكرتير المطار.

## شركات الطيران والوجهات
قائمة الرحلات الجوية من وإلى مطار لا كوميرا:
| غران كناريا | مطار غران كناريا   | بينتر كنارياس |
| تنريف       | مطار تنريف الشمالي | بينتر كنارياس |

## إحصائيات
يمكن الإشارة إلى تطور حركة المسافرين في هذا المطار من خلال الجدول التالي:
| 2000   | 2001   | 2002   | 2003   | 2004   | 2005   | 2006   | 2007   | 2008   | 2009   | 2010   | 2011   | 2012   | 2013   |
| ------ | ------ | ------ | ------ | ------ | ------ | ------ | ------ | ------ | ------ | ------ | ------ | ------ | ------ |
| 15.503 | 23.404 | 24.612 | 28.588 | 30.774 | 34.496 | 38.852 | 40.569 | 41.890 | 34.605 | 32.252 | 32.713 | 19.707 | 24.469 |